# ウリハムシ
ウリハムシ（瓜葉虫、Aulacophora femoralis）はハムシ科ウリハムシ属の甲虫の一種。英名は Cucurbit leaf beetle。俗にウリバエとも呼ばれる。

## 特徴
頭部はやや幅が狭く、胸部はそれよりやや幅広い。全身が黄色で、腹部は黒い。
活発に動き、よく飛ぶ。

## 生活史
成虫越冬で、浅い土中で越冬する。春にウリ科の苗に来訪し、周囲の土の表面や浅い土中に産卵する。幼虫はウリ科の根を食害し、また地上に果実などがあるとこれも食うことがある。蛹化は土中で行われる。成虫は7月以降に出現する。

## 食害
春から夏（4 - 9月ごろ）にかけて、キュウリやメロン、ズッキーニなどウリ科野菜や、アブラナ科の野菜に出現する。幼虫は根を食い荒らし、成虫は葉を食い荒らすので害虫となっている。根が食害を受けると植物の水分吸収ができなくなるため、日中にしおれて、夕方に回復する症状を繰り返す場合は、株の根元に幼虫がいる疑いがある。防御策は、動きが鈍い朝に手で捕殺するか、農薬（有機リン系殺虫剤のマラチオン、ネオニコチノイド系殺虫剤のクロチアニジン）を散布する。

## 近縁種など
キュウリやカボチャなどの作物によくつくこと、多数が集まってよく飛ぶことなど目立つ点が多く、ハムシ類ではもっともよく知られているものの一つである。

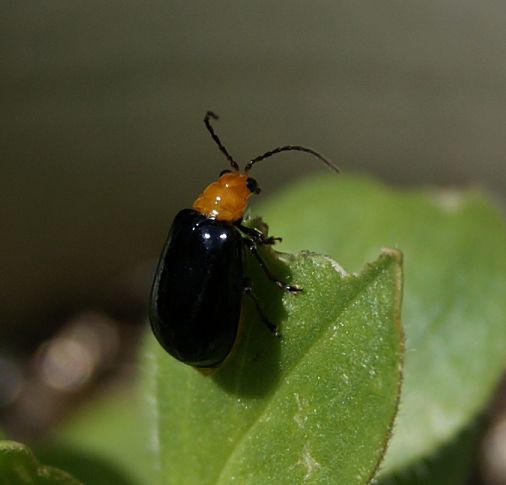
クロウリハムシ

日本では、よく似た姿で、前翅だけが黒いクロウリハムシ(A. nigripennis)がある。やはりウリ類を餌とし、作物にもつくが野生のカラスウリなども食害する。
なお、この両種は日本本土で普通で、かつ琉球列島、大東諸島にも分布するが、琉球列島にはさらにフタイロウリハムシ(A. bicolor)がやはりウリ類を食害する。その姿はウリハムシに似て前翅に黒い斑紋がある。